# Mark Warner

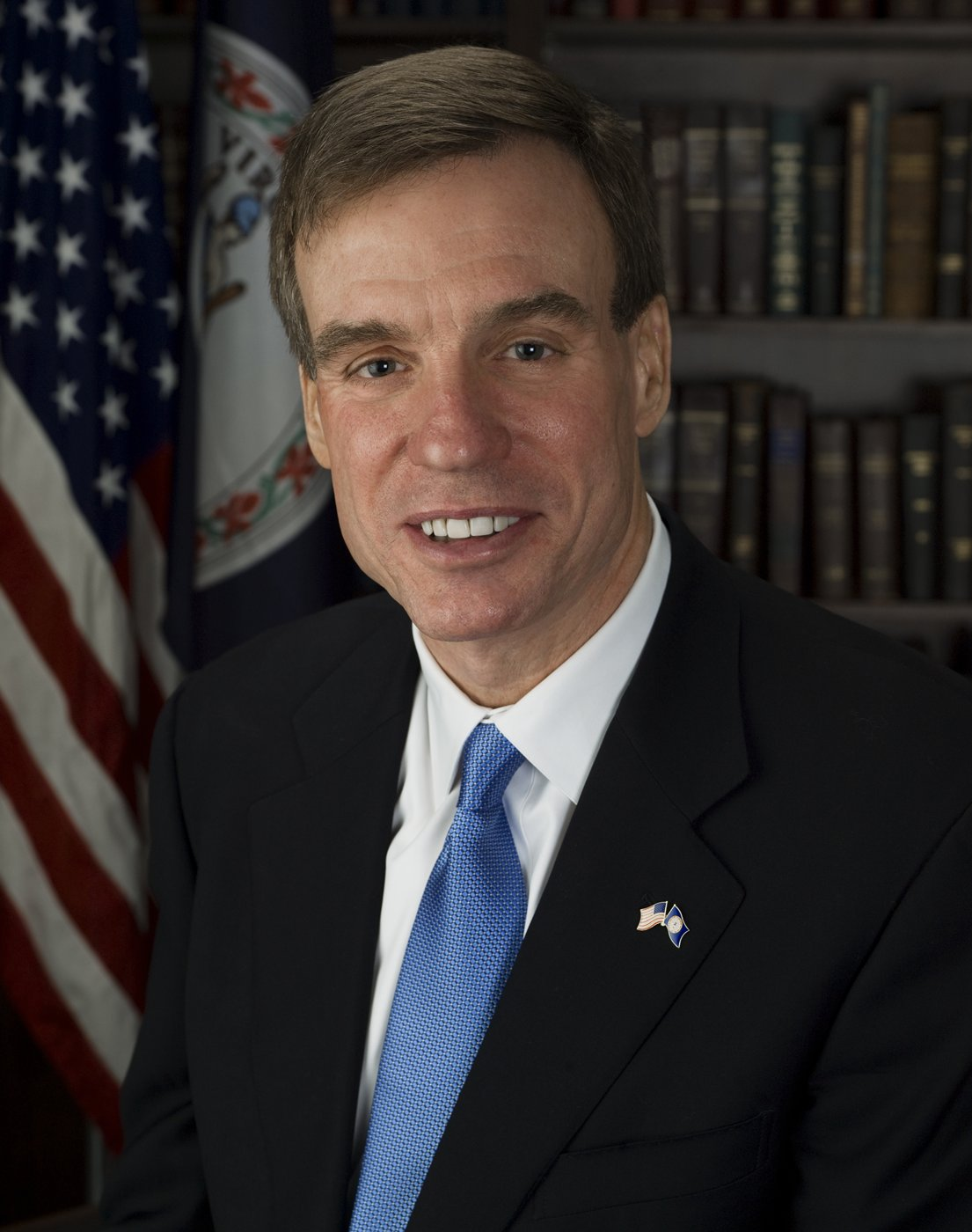
Mark Warner (2009)

Mark Robert Warner (* 15. Dezember 1954 in Indianapolis, Indiana) ist ein US-amerikanischer Politiker der Demokratischen Partei. Seit 2009 gehört er für Virginia dem Senat der Vereinigten Staaten an, nachdem er bei der Senatswahl 1996 noch unterlegen war. Von 2002 bis 2006 war er Gouverneur von Virginia. Warner wurden Anfang 2006 neben Hillary Clinton die besten Chancen eingeräumt, 2008 Präsidentschaftskandidat der Demokraten zu werden, er verzichtete jedoch auf eine Teilnahme an der Vorwahl.

## Persönliches
Warner wuchs in Vernon, Connecticut, auf. Er besuchte die George Washington University, wo er 1977 den Bachelor-Abschluss machte, und die Law School der Harvard University, an der er 1980 den Juris Doctor erwarb. Danach arbeitete er im Stab von US-Senator Chris Dodd aus Connecticut; anschließend war er in der Technologiebranche tätig. Er gehörte zu den Mitbegründern jenes Unternehmens, aus dem später der Nextel-Konzern entstand.
Mark Warner ist verheiratet und hat drei Töchter.

## Politische Karriere

### Erste Senatskampagne
Von 1993 bis 1995 fungierte Warner als Vorsitzender der Demokratischen Partei in Virginia. Im Jahr 1996 versuchte er in den US-Senat gewählt zu werden, wurde jedoch vom republikanischen Amtsinhaber John Warner geschlagen. Der Wahlkampf wurde oft als „Warner gegen Warner“ bezeichnet. Mark Warner und John Warner sind nicht miteinander verwandt.

### Wahl zum Gouverneur von Virginia
Seit Januar 2002 war er vier Jahre lang Gouverneur des Staates Virginia. Seine Popularität war ein Grund dafür, dass die Demokraten in der Virginia General Assembly eine Mehrheit bekamen. Von 2004 bis 2005 war er Vorsitzender der National Governors Association.
Seine Popularität und Mitwirkung im Wahlkampf waren auch mit dafür verantwortlich, dass sein Parteifreund Tim Kaine am 8. November 2005 zu seinem Nachfolger gewählt wurde. Eine unmittelbare Wiederwahl eines Gouverneurs nach einer Amtszeit ist in Virginia durch Gesetz ausgeschlossen.
Am 29. August 2005 verkündete Warner, dass er sich bei den Senatswahlen 2006 nicht für den Sitz des republikanischen Senators George Allen bewerben werde, obwohl Warner in mehreren Umfragen vor Allen lag. Der demokratische Kandidat wurde nach Warners Verzicht Jim Webb, der die Wahl gegen Allen gewann.
Im Dezember 2005 wurde er zum siebtpopulärsten Gouverneur der USA gewählt, mit einer Zustimmungsrate von 66 Prozent.

### Präsidentschaftswahl 2008
Warner wurde lange Zeit als Kandidat für die US-Präsidentschaftswahl 2008 gehandelt. Er wurde oft mit Bill Clinton wegen seines sozialen und geographischen Ursprunges verglichen.
Am 12. Oktober 2006 kündigte er unerwartet an, nicht als Kandidat zu den Präsidentschaftswahlen anzutreten. Als Hauptgrund gab Warner Rücksicht auf seine Familie an.

### Senator von Virginia
Am 13. September 2007 gab er via Video-Botschaft seine Kandidatur für den US-Senat 2008 bekannt. Schon ersten Umfragen Anfang November 2007 zufolge galt er als Favorit mit mehr als 20 Prozentpunkten vor seinem republikanischen Herausforderer, Ex-Gouverneur Jim Gilmore. Bei der Wahl am 4. November 2008 siegte Warner mit 64:34 Prozent, womit er die Nachfolge seines nicht mehr kandidierenden Namensvetters John Warner antreten konnte.
Er wurde am 4. November 2014 mit einer knappen Mehrheit von 17.000 Stimmen Vorsprung wiedergewählt. Bei der Senatswahl 2020 wurde er mit 56 % der Wählerstimmen wiedergewählt und vertritt somit Virginia bis Januar 2027.
Im 115. Kongress der Vereinigten Staaten und im 116. Kongress der Vereinigten Staaten war Warner stellvertretender Vorsitzender des Geheimdienst-Ausschusses. Seit Januar 2021, somit im 117. Kongress der Vereinigten Staaten, ist er nun der Vorsitzende dieses Ausschusses. In der demokratischen Senatsfraktion stieg Warner 2017 zum Caucus Vice Chair zusammen mit Elizabeth Warren auf, als der bisherige Amtsinhaber Chuck Schumer zum Caucus Chair und somit zum Fraktionsvorsitzenden (Minority- bzw. Majorityleader) gewählt wurde.